# Premier League (Egypte)
De Egyptische Premier League is de hoogste voetbalklasse in Egypte. Het eerste kampioenschap werd in 1948 betwist. Sinds het seizoen 2024/25 bestaat de competitie bestaat uit twee delen: elke club speelt óf een thuismatch óf een uitwedstrijd tegen elke andere club. Na deze 17 speelronden begint het knock-outsysteem: de eerste negen clubs spelen met elkaar opnieuw een competitie, maar ditmaal met zowel een thuis- als uitwedstrijd tegen elke club. De negen onderst geëindigde clubs doen hetzelfde, waarna de drie onderst geëindigde ploegen degraderen.

## Palmares
- 1948/49: Al-Ahly
- 1949/50: Al-Ahly
- 1950/51: Al-Ahly
- 1951/52: geen competitie[1]
- 1952/53: Al-Ahly
- 1953/54: Al-Ahly
- 1954/55: competitie niet afgewerkt[2]
- 1955/56: Al-Ahly
- 1956/57: Al-Ahly
- 1957/58: Al-Ahly
- 1958/59: Al-Ahly
- 1959/60: Al-Zamalek
- 1960/61: Al-Ahly
- 1961/62: Al-Ahly
- 1962/63: Tersana SC
- 1963/64: Al-Zamalek
- 1964/65: Al-Zamalek
- 1965/66: El-Olympi
- 1966/67: Ismaily SC
- 1967/68: geen competitie[3]
- 1968/69: geen competitie
- 1969/70: geen competitie
- 1970/71: geen competitie
- 1971/72: competitie niet afgewerkt[4]
- 1972/73: Ghazl El-Mehalla
- 1973/74: competitie niet afgewerkt[5]
- 1974/75: Al-Ahly
- 1975/76: Al-Ahly
- 1976/77: Al-Ahly
- 1977/78: Al-Zamalek
- 1978/79: Al-Ahly
- 1979/80: Al-Ahly
- 1980/81: Al-Ahly
- 1981/82: Al-Ahly
- 1982/83: Al Moqaouloun al-Arab
- 1983/84: Al-Zamalek
- 1984/85: Al-Ahly
- 1985/86: Al-Ahly
- 1986/87: Al-Ahly
- 1987/88: Al-Zamalek
- 1988/89: Al-Ahly
- 1989/90: competitie niet afgewerkt[6]
- 1990/91: Ismaily SC
- 1991/92: Al-Zamalek
- 1992/93: Al-Zamalek
- 1993/94: Al-Ahly
- 1994/95: Al-Ahly
- 1995/96: Al-Ahly
- 1996/97: Al-Ahly
- 1997/98: Al-Ahly
- 1998/99: Al-Ahly
- 1999/00: Al-Ahly
- 2000/01: Al-Zamalek
- 2001/02: Ismaily SC
- 2002/03: Al-Zamalek
- 2003/04: Al-Zamalek
- 2004/05: Al-Ahly
- 2005/06: Al-Ahly
- 2006/07: Al-Ahly
- 2007/08: Al-Ahly
- 2008/09: Al-Ahly
- 2009/10: Al-Ahly
- 2010/11: Al-Ahly
- 2011/12: competitie afgelast[7]
- 2012/13: competitie afgelast[8]
- 2013/14: Al-Ahly
- 2014/15: Al-Zamalek
- 2015/16: Al-Ahly
- 2016/17: Al-Ahly
- 2017/18: Al-Ahly
- 2018/19: Al-Ahly
- 2019/20: Al-Ahly
- 2020/21: Al-Zamalek
- 2021/22: Al-Zamalek
- 2022/23: Al-Ahly
- 2023/24: Al-Ahly

## Landskampioenen
| Club                  | Stad                | Titels | Seizoenen (1949-2024) |
| --------------------- | ------------------- | ------ | --- |
| Al-Ahly               | Caïro               | 44     | 1949, 1950, 1951, 1953, 1954, 1956, 1957, 1958, 1959, 1961, 1962, 1975, 1976, 1977, 1979, 1980, 1981, 1982, 1985, 1986, 1987, 1989, 1990, 1994, 1995, 1996, 1997, 1998, 1999, 2000, 2005, 2006, 2007, 2008, 2009, 2010, 2011, 2014, 2016, 2017, 2018, 2019, 2020, 2023, 2024 |
| Al-Zamalek            | Gizeh               | 14     | 1960, 1964, 1965, 1978, 1984, 1988, 1992, 1993, 2001, 2003, 2004, 2015, 2021, 2022 |
| Ismaily SC            | Ismaïlia            | 3      | 1967, 1991, 2002 |
| Tersana SC            | Gizeh               | 1      | 1963 |
| El-Olympi             | Alexandrië          | 1      | 1966 |
| Al Moqaouloun al-Arab | Caïro               | 1      | 1983 |
| Ghazl El-Mehalla      | El-Mahalla El-Kubra | 1      | 1973 |

### Aantal titels per stad[9]
| Stad                | Titels | Clubs                                   |
| ------------------- | ------ | --------------------------------------- |
| Caïro               | 45     | Al-Ahly (44), Al Moqaouloun al-Arab (1) |
| Gizeh               | 15     | Al-Zamalek (14), Tersana SC (1)         |
| Ismaïlia            | 3      | Ismaily SC (3)                          |
| El-Mahalla El-Kubra | 1      | Ghazl El-Mehalla (1)                    |
| Alexandrië          | 1      | El-Olympi (1)                           |

## Deelnemende clubs
Onderstaande teams nemen deel aan de competitie in 2024/25:
- Al-Ahly
- Al-Ittihad
- Al-Masry
- Ceramica Cleopatra FC
- El Gouna FC
- ENNPI
- El Mahalla
- Ismaily SC
- Haras El Hodood
- Modern Sport FC
- National Bank of Egypt SC
- Petrojet FC
- Pharco FC
- Pyramids FC
- Smouha SC
- Tala’ea El-Geish
- Al-Zamalek
- ZED FC

### Historische lijst
Clubs in het vet spelen in 2024/25 in de Premier League
| Club                     | Stad                | /67 | Periode (1948-1951, 1952-1954, 1955-1967, 1972-1973, 1974-1989, 1990-2024)                                              |
| ------------------------ | ------------------- | --- | --- |
| Al-Ahly                  | Caïro               | 68  | 1948-1951, 1952-1954, 1955-1967, 1972-1973, 1974-1989, 1990-                                                            |
| Al-Zamalek               | Gizeh               | 68  | 1948-1951, 1952-1954, 1955-1967, 1972-1973, 1974-1989, 1990-                                                            |
| Al-Ittihad Alexandria    | Alexandrië          | 66  | 1948-1951, 1952-1954, 1955-1958, 1959-1960, 1961-1967, 1972-1973, 1974-1989, 1990-                                      |
| Al-Masry                 | Port Said           | 65  | 1948-1951, 1952-1954, 1955-1958, 1960-1967, 1972-1973, 1974-1989, 1990-2012, 2013-                                      |
| Ismaily SC               | Ismaïlia            | 64  | 1948-1951, 1952-1954, 1955-1958, 1962-1967, 1972-1973, 1974-1989, 1990-                                                 |
| Ghazl El-Mehalla         | El-Mahalla El-Kubra | 52  | 1956-1961, 1962-1967, 1972-1973, 1974-1989, 1990-1996, 1997-1999, 2000-2010, 2011-2014, 2015-2016, 2020-2023, 2024-     |
| Tersana SC               | Gizeh               | 44  | 1948-1951, 1952-1954, 1955-1967, 1972-1973, 1974-1982, 1983-1989, 1990-1992, 1993-1994, 1995-1996, 2000-2005, 2006-2009 |
| Al Moqaouloun al-Arab    | Caïro               | 42  | 1978-1989, 1990-1992, 1993-2003, 2005-2024                                                                              |
| El-Olympi                | Alexandrië          | 39  | 1948-1951, 1952-1954, 1955-1967, 1972-1973, 1974-1985, 1987-1989, 1990-1996, 2006-2007, 2008-2009                       |
| El-Mansoera SC           | El-Mansoera         | 30  | 1955-1958, 1962-1964, 1974-1982, 1984-1987, 1990-1992, 1993-1994, 1995-2005, 2009-2010                                  |
| Al-Qanat FC              | Ismaïlia            | 28  | 1953-1954, 1955-1966, 1972-1973, 1974-1976, 1991-2002, 2003-2004, 2013-2014                                             |
| Al-Sekka Al-Hadid        | Caïro               | 23  | 1948-1951, 1952-1954, 1956-1967, 1974-1977, 1980-1981, 1990-1993                                                        |
| ENPPI Club               | Caïro               | 23  | 2002- |
| Tala'ea Al-Gaish SC      | Caïro               | 21  | 2004- |
| Haras El Hodood          | Alexandrië          | 20  | 1963-1965, 2002-2016, 2018-2020, 2022-2023, 2024                                                                        |
| Smouha SC                | Alexandrië          | 15  | 2010- |
| Suez Al-Riyadi           | Suez                | 15  | 1956-1958, 1962-1965, 1966-1967, 1974-1980, 1985-1987, 1988-1989                                                        |
| Tanta SC                 | Tanta               | 15  | 1956-1964, 1975-1976, 1979-1980, 1992-1993, 2006-2007, 2016-2018, 2019-2020                                             |
| Baladiyat Al-Mahalla     | El-Mahalla El-Kubra | 13  | 1992-1999, 2001-2005, 2007-2008, 2023-2024                                                                              |
| Petrojet FC              | Suez                | 13  | 2006-2019, 2024- |
| Al-Minya SC              | Minya               | 13  | 1962-1963, 1974-1976, 1980-1986, 1988-1989, 1990-1991, 1992-1993, 1997-1998                                             |
| Aswan SC                 | Aswan               | 12  | 1990-1991, 1994-1995, 1996-1999, 2002-2004, 2015-2017, 2019-2021, 2022-2023                                             |
| El Gouna FC              | El Gouna            | 12  | 2009-2015, 2018-2022, 2023-                                                                                             |
| Misr Lel Makkasa SC      | El-Fajoem           | 12  | 2010-2022 |
| Al Koroum SC             | Alexandrië          | 11  | 1979-1981, 1982-1984, 1990-1991, 1996-1997, 1998-2001, 2003-2004, 2005-2006                                             |
| El Entag El Harby SC     | Caïro               | 11  | 2009-2014, 2015-2021 |
| Wadi Degla SC            | Caïro               | 11  | 2010-2021 |
| Al-Dakhleya SC           | Caïro               | 10  | 2011-2019, 2022-2024 |
| Al-Teram                 | Alexandrië          | 10  | 1948-1949, 1950-1951, 1952-1954, 1955-1959, 1962-1964                                                                   |
| Ittihad Al-Shorta        | Caïro               | 9   | 1975-1976, 2008-2016 |
| Ittihad Suez             | Suez                | 9   | 1955-1956, 1957-1964, 1965-1966                                                                                         |
| Pyramids FC              | Caïro               | 9   | 2014-2015, 2017- |
| Al-Merreikh              | Port Said           | 8   | 1986-1989, 1990-1994, 1996-1997                                                                                         |
| Al-Plastic               | Shubra El Khema     | 8   | 1972-1973, 1974-1978, 1981-1982, 1983-1984, 1985-1986                                                                   |
| Al-Tayaran               | Caïro               | 8   | 1962-1964, 1965-1967, 1972-1977                                                                                         |
| Damietta SC              | Damietta            | 8   | 1962-1964, 1966-1967, 1972-1973, 1974-1976, 1982-1983, 1995-1996                                                        |
| Port Fouad               | Port Fouad          | 7   | 1948-1951, 1952-1953, 1962-1964, 1990-1991                                                                              |
| Ala'ab Damanhur SC       | Damanhur            | 6   | 1962-1964, 1978-1980, 1991-1992, 2014-2015                                                                              |
| Dina Farms               | Caïro               | 6   | 1994-1995, 1996-2001 |
| Esco SC                  | Caïro               | 6   | 1975-1978, 1979-1982 |
| Gomhoriat Shibin SC      | Shibin al Kawm      | 6   | 1990-1991, 1992-1997 |
| Suez SC                  | Suez                | 6   | 1990-1991, 1994-1998, 1999-2000                                                                                         |
| Al Aluminium SC          | Nag Hammadi         | 5   | 1995-1997, 1999-2000, 2005-2006, 2007-2008                                                                              |
| Al-Sharqiyah SC          | Zagazig             | 5   | 1974-1976, 1998-2000, 2016-2017                                                                                         |
| Ceramica Cleopatra FC    | Gizeh               | 5   | 2020- |
| Gazl Damietta            | Damietta            | 5   | 1981-1983, 1984-1985, 1986-1988                                                                                         |
| National Bank of Egypt   | Caïro               | 5   | 2020- |
| Beni Suef SC             | Beni Suef           | 4   | 1962-1964, 1974-1976 |
| Goldi SC                 | El-Fajoem           | 4   | 1999-2003 |
| Modern Sport FC          | Caïro               | 4   | 2021- |
| Pharco FC                | Alexandrië          | 4   | 2021- |
| Suez Cement SC           | Suez                | 4   | 2004-2008 |
| Assioet Petroleum SC     | Assioet             | 3   | 2006-2007, 2008-2010 |
| El Raja SC               | Marsah Matruh       | 3   | 2013-2015, 2017-2018 |
| Factory 36 SC            | Caïro               | 3   | 1975-1976, 1977-1978, 1979-1980                                                                                         |
| Maleyat Kafr El Zayat SC | Kafr El Zayat       | 3   | 1957-1958, 1962-1964 |
| Telephonat Beni Suef     | Beni Suef           | 3   | 2011-2014 |
| ZED FC                   | Gizeh               | 3   | 2019-2020, 2023- |
| Al-Baharia               | Alexandrië          | 2   | 1962-1964 |
| Assioet Cement SC        | Assioet             | 2   | 2004-2006 |
| Younan                   | Alexandrië          | 2   | 1948-1950 |
| Ghazl Suez SC            | Suez                | 2   | 1997-1998, 2001-2002 |
| Kafr el Sheikh SC        | Kafr el Sheikh      | 2   | 1975-1977 |
| Suez Petrol              | Suez                | 2   | 1962-1964 |
| Itesalat                 | Caïro               | 2   | 2007-2009 |
| Al Nasr                  | Caïro               | 2   | 2014-2015, 2017-2018 |
| Al Shams SC              | Caïro               | 1   | 1997-1998 |
| Belqas SC                | Belqas              | 1   | 1975-1976 |
| Jute Bilbeis SC          | Bilbeis             | 1   | 1977-1978 |
| Helwan Textiles          | Caïro               | 1   | 1987-1988 |
| Suhag SC                 | Suhaj               | 1   | 2001-2002 |
| Suhaj Railways           | Suhaj               | 1   | 2000-2001 |
| Al Nasr Lel Taa'den SC   | Aswan               | 1   | 2016-2017 |
| Nogoom FC                | Gizeh               | 1   | 2018-2019 |
| Eastern Company SC       | Caïro               | 1   | 2021-2022 |

## Topschutters
| Seizoen | Speler                                   | Club                                   | Goals |
| ------- | ---------------------------------------- | -------------------------------------- | ----- |
| 1948/49 | Mohamed Diab Al-Attar El-Sayed El-Dhizui | Al-Ittihad Alexandria Club Al-Masry    | 15    |
| 1949/50 | El-Sayed El-Dhizui                       | Al-Masry                               | 13    |
| 1950/51 | El-bin laden El-Dhizui                   | Al-Masry                               | 12    |
| 1952/53 | Ahmed Mekawi                             | Al-Ahly                                | 12    |
| 1953/54 | Abdel Nabi                               | Tersana SC                             | 18    |
| 1955/56 | Sayed Saleh                              | Al-Ahly                                | 12    |
| 1956/57 | Alaa El-Hamouly                          | Zamalek                                | 16    |
| 1957/58 | Hamdi Abdel Fattah                       | Tersana SC                             | 19    |
| 1958/59 | El-Sayed El-Dhizui                       | Al-Ahly                                | 16    |
| 1959/60 | Hamdi Abdel Fattah                       | Tersana SC                             | 15    |
| 1960/61 | Ali Mohsen                               | Zamalek                                | 16    |
| 1961/62 | Moustafa Reyadh                          | Tersana SC                             | 18    |
| 1962/63 | Hassan El-Shazly                         | Tersana SC                             | 32    |
| 1963/64 | Moustafa Reyadh                          | Tersana SC                             | 27    |
| 1964/65 | Hassan El-Shazly                         | Tersana SC                             | 23    |
| 1965/66 | Hassan El-Shazly                         | Tersana SC                             | 16    |
| 1966/67 | Ali Abo Greisha                          | Ismaily SC                             | 15    |
| 1972/73 | Omasha Omasha                            | Ghazl El-Mehalla                       | 11    |
| 1974/75 | Hassan El-Shazly                         | Tersana SC                             | 34    |
| 1975/76 | Ossama Khalil                            | Ismaily SC                             | 17    |
| 1976/77 | Ali Khalil Hassan Shehata                | Zamalek Zamalek                        | 17    |
| 1977/78 | Mahmoud Al-Khatib                        | Al-Ahly                                | 11    |
| 1978/79 | Ali Khalil                               | Zamalek                                | 12    |
| 1979/80 | Hassan Shehata                           | Zamalek                                | 14    |
| 1980/81 | Mahmoud Al-Khatib                        | Al-Ahly                                | 11    |
| 1981/82 | Gamal Gouda                              | Al-Masry                               | 8     |
| 1982/83 | Mahmoud El-Mashaqui                      | Ghazl El-Mehalla                       | 9     |
| 1983/84 | Ayman Shawky                             | El-Koroum                              | 8     |
| 1984/85 | Mohamed Hazem                            | Ismaily SC                             | 11    |
| 1985/86 | Mohamed Hazem                            | Ismaily SC                             | 11    |
| 1986/87 | Emad Soliman                             | Ismaily SC                             | 11    |
| 1987/88 | Gamal Abdel-Hameed                       | Zamalek                                | 11    |
| 1988/89 | Mahmoud El-Mashaqui                      | Ghazl El-Mehalla                       | 11    |
| 1990/91 | Mohamed Ramadan                          | Al-Ahly                                | 14    |
| 1991/92 | Ahmed El-Kass                            | El-Olympi                              | 14    |
| 1992/93 | Ahmed El-Kass                            | El-Olympi                              | 16    |
| 1993/94 | Ahmed El-Kass Bashir Abdel Samad         | El-Olympi Ismaily SC                   | 15    |
| 1994/95 | Abdullah El-Sawy Ahmed Sary              | El Qanah FC Al-Ittihad Alexandria Club | 10    |
| 1995/96 | Mohamed Salah Abo Greisha                | Ismaily SC                             | 14    |
| 1996/97 | Ayman Moheb                              | El Mansoura SC                         | 17    |
| 1997/98 | Abdul-Hamid Bassiouny                    | Zamalek                                | 15    |
| 1998/99 | Hossam Hassan                            | Al-Ahly                                | 15    |
| 1999/00 | John Utaka                               | Ismaily SC                             | 17    |
| 2000/01 | Tarek El Said                            | Zamalek                                | 13    |
| 2001/02 | Hossam Hassan                            | Zamalek                                | 18    |
| 2002/03 | Ahmad Belal                              | Al-Ahly                                | 19    |
| 2003/04 | Abdel Halim Ali                          | Zamalek                                | 14    |
| 2004/05 | Emad Meteb                               | Al-Ahly                                | 15    |
| 2005/06 | Mohamed Aboutrika                        | Al-Ahly                                | 18    |
| 2006/07 | Flávio Amado                             | Al-Ahly                                | 17    |
| 2007/08 | Alaa Ibrahim                             | Petrojet FC                            | 15    |
| 2008/09 | Ernest Papa Arko Flávio Amado            | Tala’ea El Gaish SC Al-Ahly            | 12    |
| 2009/10 | Minusu Buba                              | Ittihad El Shorta                      | 14    |
| 2010/11 | Ahmed Abd El-Zaher Shikabala             | ENPPI Club Zamalek                     | 13    |
| 2013/14 | John Antwi                               | Ismaily SC                             | 11    |
| 2014/15 | Hossam Salama                            | El Dakhleya SC                         | 20    |
| 2015/16 | Hossam Salama                            | Smouha SC                              | 17    |
| 2016/17 | Ahmed El Sheikh                          | Misr Lel-Makkasa SC                    | 17    |
| 2017/18 | Walid Azaro                              | Al-Ahly                                | 18    |
| 2018/19 | Ahmed Ali                                | Al Moqaouloun al-Arab                  | 18    |
| 2019/20 | Abdallah El Said                         | Pyramids                               | 17    |
| 2020/21 | Mohamed Sherif                           | Al Ahly                                | 21    |
| 2021/22 | Ahmed Sayed                              | Al Ahly                                | 19    |
| 2022/23 | Agostinho Paciência                      | Al Ahly                                | 16    |
| 2023/24 | Wessam Abou Ali                          | Al Ahly                                | 18    |